# 綿貫民輔
綿貫 民輔（わたぬき たみすけ、1927年〈昭和2年〉4月30日 - ）は、日本の実業家、政治家。日本バドミントン協会名誉会長。
衆議院議長（第70代）、建設大臣（第55代）、国土庁長官（第15代）、北海道開発庁長官（第49代）、沖縄開発庁長官（第18代）、郵政政務次官（福田赳夫内閣）、通商産業政務次官（三木内閣）、裁判官弾劾裁判所裁判長、衆議院行政改革に関する特別委員長、同議院運営委員長、同大蔵委員長、同法務委員長、衆議院議員（13期）、富山県議会議員（2期）、国民新党代表（初代）、自由民主党幹事長（第32代）、平成研究会会長（第4代）などを歴任。

## 来歴

### 生い立ち
富山県東砺波郡井波町（現、南砺市）生まれ。生家は代々井波八幡宮（富山県南砺市井波）の宮司を務めており、綿貫自身も15代目にあたる神職である。旧制砺波中学校（現富山県立砺波高等学校）卒業後、藤原工業大学予科に入学。予科在学中、藤原工業大は慶應義塾大学に吸収合併されたが、綿貫が在籍していた冶金科が戦災により廃止されたため、慶應義塾大学経済学部へ移り、卒業。
大学卒業後、鐘淵紡績（のちのカネボウ）入社。
1955年、28歳で砺波運輸（現トナミ運輸）代表取締役社長に就任。経営破綻寸前だった砺波運輸を再建して上場企業へ成長させ、経営手腕を発揮した。なお、このトナミ運輸は、郵便小包（「ゆうパック」）と提携している民間物流事業者の一つである。なお、郵便小包事業は旧郵政省、総務省、旧日本郵政公社、旧郵便事業株式会社を経て、現在は日本郵便株式会社が運営している。

### 政界入り
1955年、富山県議会議員選挙に立候補するが、落選。1959年に再び県議選に立候補し、初当選を果たした。県議を2期務めた後、1967年の第31回衆議院議員総選挙に出馬したが、落選。1969年の第32回衆議院議員総選挙に旧富山県第2区から立候補して当選（当選同期に小沢一郎・羽田孜・梶山静六・渡部恒三・奥田敬和・森喜朗・村田敬次郎・江藤隆美・中山正暉・松永光・浜田幸一らがいる）。以後、13期に渡って連続当選を続けた。登院後は川島派→椎名派に所属し、1973年の青嵐会結成に加わるが、同会の会合には一度も出席せずに退会した。椎名派の解散後は田中派に入会。

### 自由民主党
1986年、衆議院議院運営委員長に就任。同年、第3次中曽根内閣で国土庁長官・北海道開発庁長官・沖縄開発庁長官に任命され、初入閣を果たした。1990年、第2次海部内閣で建設大臣に任命され、2度目の入閣を果たす。翌1991年には宮澤喜一総裁の下、自由民主党幹事長に起用されたが、他派所属が長かった「外様」で総裁候補でもない綿貫の起用は「軽量級」とも言われ大方の予想外の人事だった。抜擢の背景には当時の竹下派の派内抗争が絡んでおり、幹事長ポストに意欲を示す梶山静六に対し、それを避けたい小沢一郎の思惑があったとされる。翌年の竹下派分裂に際しては小渕派、羽田派のいずれにも参加せず、無派閥を経て小渕派に入会した。1998年、小渕恵三の首相就任に伴い、小渕派会長に就任。
2000年、衆議院議長に就任。同年11月20日には、本会議場の全ての者を沈黙させる号鈴を鳴らす。号鈴を鳴らしたのは1946年6月21日の樋貝詮三衆議院議長以来54年ぶり。2002年12月10日、議事進行原稿を一気に2枚めくったために議題（2000年度決算採決）がまだ残っていたにもかかわらず、散会宣言を行った。その後散会の無効を宣言し、決算採決は12日に改めて行われた。2003年、ボローニャ大学から名誉博士号を授与される。2004年、神道に功績のあった神職に贈られる「長老」の号を神社本庁より受けた。
小泉純一郎首相就任後は、自民党内で郵政族議員を中心に衆参両院議員約200人が参加した「郵政事業懇談会」会長を務め、小泉首相が推進する郵政民営化に強硬に反対。2005年の郵政国会では、衆議院本会議における郵政民営化法案の採決で反対票を投じる。郵政民営化法案は参議院で否決されたため、小泉首相は衆議院を解散。衆院における採決で反対票を投じた議員は公認を受けられなかったため、党執行部による報復に反発し、自民党を離党。亀井静香、亀井久興ら同じく郵政民営化に反対した議員ら5人で国民新党を結党し、同党代表に就任した。第44回衆議院議員総選挙では、富山県第3区で自民党公認の萩山教嚴を破り、13期目の当選を果たしたが、萩山に比例復活を許した。

### 国民新党
選挙後の内閣総理大臣指名選挙後、記者団の「誰に投票したのか？」という問いに「…綿貫民輔。エヘッ！」と答えた。自民非公認組を糾合した統一会派の結成を模索したが、結局統一会派に参加した議員は野呂田芳成元防衛庁長官のみに留まり、2006年12月には郵政造反組復党問題で衆議院の造反議員11人が自民党に復党している。国民新党結成に伴い自民党に離党届を出していたが、10月21日、自民党は離党届を受理せずに除名処分を下した。
2006年3月24日には、衆院議長経験者の重鎮ながら堀江メール問題に関して懲罰委員会で質疑を行った。
2007年7月の第21回参議院議員通常選挙では、直前になって富山県選挙区で無所属の森田高の支援を決定し、自ら応援演説を行った。森田は当選後の2009年、糸川正晃（第44回衆議院議員総選挙において国民新党公認、比例北陸信越ブロック単独で当選）の民主党入党に伴い、国民新党に入党している。
2009年の第45回衆議院議員総選挙に際し、自民党の河合常則参議院議員が離党を表明した際、自身の富山県第3区からの立候補見送りを発表し、河合に離党を思い止まらせた。総選挙には比例北陸信越ブロック単独で立候補するも、落選。これに伴い国民新党代表を辞任し、党最高顧問に就任した（後任の代表は亀井静香）。なお、総選挙では富山県第1区から立候補した民主党新人の村井宗明を支援して当選に貢献する一方、自身の選出選挙区である富山3区には後継候補を擁立せず、野党系無所属の相本芳彦の推薦も見送ったため、自民党新人の橘慶一郎元高岡市長の当選に手を貸す形になった。

### 政界引退後
2010年4月29日付で桐花大綬章を受章。5月7日、親授式にて綿貫は受章者を代表して「それぞれの分野において一層精進を重ねる決意でございます」と挨拶し、天皇は「長年それぞれの務めに精励し、国や社会のために、また、人々のために尽くされてきたことを深く感謝しております」と述べた。2011年4月には、長年の功績により南砺市初となる名誉市民の称号が与えられた。
2012年4月、消費税増税に反発する亀井静香国民新党代表が民国連立政権からの離脱を表明したのに対し、閣僚であった自見庄三郎や下地幹郎らが反発し、国民新党は分裂。亀井静香は代表を解任され、亀井亜紀子と共に離党。同時に、同党公式ホームページから綿貫の名前も削除された。
国民新党解党後、綿貫自身は自民党への復党を求めることはなかったが、二階俊博幹事長（当時）らが綿貫の復党を働きかけ、2016年11月2日、自民党党紀委員会（委員長：山東昭子）が綿貫の復党を全会一致で了承。除名された国会議員としては初めての復党で、党紀委員会は綿貫の復党審査に先立って除名した国会議員の復党基準をまとめた。
2022年12月23日、自身の長男である綿貫勝介が急性心不全のため死去。
2024年8月11日、井波児童公園（南砺市井波）に銅像と「至誠通天」の石碑（綿貫が揮毫）が完成し除幕式が行われた。

## 思想
報徳思想
江戸時代の農政家、篤農家である二宮尊徳（二宮金次郎）らが提唱した報徳思想に関心を持ち、福田昭夫らにより結成された「二宮尊徳思想研究会」にも参加した。尊徳を祀る報徳二宮神社の慈善絵馬展にも賛同し、自ら揮毫した絵馬を出展している。

## 人物
- 竹下派分裂時、竹下登・小渕恵三らとも、羽田孜・小沢一郎らとも良好な関係にあった綿貫は、両派の間で板ばさみとなった[注釈 1]。やがて同期当選組が多く参加していた羽田派の方へと傾くが、結局参加を見送り、小渕派へも参加せず無派閥を選択。羽田派が離党後に小渕派に入会している。
- 小選挙区比例代表並立制導入後初めて実施された第41回衆議院議員総選挙では、選挙区での史上最高得票数（182,185票）を記録して当選するが、この記録は奇しくも綿貫が自民党を離党した後の第44回衆議院議員総選挙において、小泉純一郎首相の神奈川県第11区における得票（197,037票）によって塗り替えられた。
- 2004年より衆議院議長応接室に飾られている綿貫の肖像画の作者が、作品酷似（盗作）問題が取り沙汰された和田義彦であったため、波紋を呼んだ。
- 著書において、「言うべきことは言うべきである、でなければ、相手に伝わらない」という信条を披瀝している[17]。この信条の披瀝をするに伴い、綿貫は自分のある経験を例示している。曰く、綿貫はある地方でそこの有力者と会食をしていたが、その相手は酒に酔って酩酊していた。そして酩酊した勢いで知事に電話して、知事を「お前」呼ばわりした[18]。綿貫は、「お前呼ばわりはよくない、親しき中にも礼儀ありだ」と注意した[19]。後日、その人物から綿貫に謝罪があったという[19]。この時は綿貫も酩酊していたらしく、声を荒らげ、その場にいた人達から「普段は優しい綿貫さんがここまで怒ったことに驚いた」と言われた[19]と綿貫は語っている。また綿貫はこのエピソードに付随させて、「酒は飲んでも飲まれるな」「日本人は酒を飲むと羽目を外してしまいがち」「日本は酔っ払いに寛容すぎる」「気持ち良く酒を飲むにはそれなりの節度が必要」という考えを披露している[17]。
- 父の綿貫佐民は淡路島の有力者で兵庫県議会議員を務めた南嘉五郎の実子であり、その父方の実家の南家は「楠木正成の後裔」であるという。このこともあり民輔は楠木氏ゆかりの者らによる親睦会である「楠木同族会」の会長を務めている[20]。
- 子の綿貫勝介も父同様にトナミ運輸の社長を経て、商号を変更したトナミホールディングスの社長も務め、井波八幡宮の宮司を務めていた。しかし父に先立ち、2022年12月23日に急性心不全のため63歳の若さで急逝している[21]。

## 所属団体・議員連盟
- 禁煙推進議員連盟（会長）[22]

## 年譜

### 経歴
- 1950年
  - 慶應義塾大学経済学部卒業。
  - 鐘淵紡績（のちのカネボウ）へ入社。
- 1953年
  - 砺波運輸（現トナミ運輸）へ入社。

### 政歴
- 1959年
  - 富山県議会議員に当選。以後2期務める。
- 1967年
  - 第31回衆議院議員総選挙（旧富山2区、自民党）落選。
- 1969年
  - 第32回衆議院議員総選挙（旧富山2区、自民党）1期目当選。
- 1972年
  - 第33回衆議院議員総選挙（旧富山2区、自民党）2期目当選。
- 1975年
  - 三木内閣で通商産業政務次官に就任。（1976年まで）
- 1976年
  - 第34回衆議院議員総選挙（旧富山2区、自民党）3期目当選。
  - 福田内閣で郵政政務次官に就任。（1977年まで）
- 1979年
  - 第35回衆議院議員総選挙（旧富山2区、自民党）4期目当選。
- 1980年
  - 第36回衆議院議員総選挙（旧富山2区、自民党）5期目当選。
  - 衆議院大蔵委員長に就任。（1981年まで）
- 1982年
  - 衆議院法務委員長に就任。（1983年まで）
- 1983年
  - 第37回衆議院議員総選挙（旧富山2区、自民党）6期目当選。
- 1986年
  - 衆議院議院運営委員長
  - 第38回衆議院議員総選挙（旧富山2区、自民党）7期目当選。
  - 第3次中曽根内閣で国土庁長官・北海道開発庁長官・沖縄開発庁長官に就任。（1987年まで）
- 1990年
  - 第39回衆議院議員総選挙（旧富山2区、自民党）8期目当選。
  - 第1次海部内閣で建設大臣に就任。
- 1991年
  - 自民党幹事長に就任。（1992年まで）
- 1993年
  - 第40回衆議院議員総選挙（旧富山2区、自民党）9期目当選。
- 1996年
  - 第41回衆議院議員総選挙（富山3区、自民党）10期目当選。182185票。
- 1998年
  - 平成研究会会長に就任。
- 2000年
  - 第42回衆議院議員総選挙（富山3区、自民党）11期目当選。150200票。
  - 衆議院議長に就任。（2003年まで）
- 2003年
  - 第43回衆議院議員総選挙（富山3区、自民党）12期目当選。159316票。
- 2005年
  - 自民党を離党、国民新党を結党。（自民党は除名処分）
  - 同年 第44回衆議院議員総選挙（富山3区、国民新党）13期目当選。120083票。
- 2009年
  - 第45回衆議院議員総選挙（比例代表北陸信越ブロック、国民新党）落選、政界引退。
- 2016年
  - 自民党に復党。

## 役職歴
- 社団法人日米平和・文化交流協会（理事）
- 公益財団法人昭和聖徳記念財団（会長）
- 神道政治連盟国会議員懇談会（会長）
- 日本会議国会議員懇談会（発起人）
- 禁煙推進議員連盟（会長）
- みんなで靖国神社に参拝する国会議員の会（会長）
- 北京オリンピックを支援する議員の会（顧問）
- 憲法20条を考える会（顧問）
- 全国治水砂防協会（会長）
- 特定非営利活動法人日本防災士機構（評議員）
- 公益財団法人日本バドミントン協会（会長）

## 政策
- 外国人参政権に反対。
- 国籍法改正に反対。

## テレビ
- 深層ニュース 2017.9.18 敬老の日・独創健康法 90歳政界長老の体解説

## 著書
- 『21世紀をめざして』永田書房、1978年10月12日。
- 『国土づくり・100年－ジャパンからニッポンへ』（綿貫民輔国土活性化問題研究会、ぎょうせい、1991年、ISBN 4324023093）
- 『至誠天に通ず－建設行政の新時代 建設大臣の305日』（ぎょうせい、1991年、ISBN 4324027048）
- 『土地は、誰のものか。－地価再考』（長谷川徳之輔と共著、集英社、1993年、ISBN 4087830756）
- 『八十一歳は人生これから』（幻冬舎、2009年、ISBN 4344981545）

## 衆議院選挙歴
| 当落                          | 選挙                   | 施行日         | 選挙区      | 政党       | 得票数  | 得票率 | 得票順位 /候補者数 | 比例区       | 比例順位 /候補者数 |
| ----------------------------- | ---------------------- | -------------- | ----------- | ---------- | ------- | ------ | ------------------ | ------------ | ------------------ |
| 落                            | 第31回衆議院議員総選挙 | 1967年1月29日  | 富山県第2区 | 自由民主党 | 47,850  | 19.7   | 4/5                | -            | -                  |
| 当                            | 第32回衆議院議員総選挙 | 1969年12月27日 | 富山県第2区 | 自由民主党 | 63,693  | 25.6   | 2/5                | -            | -                  |
| 当                            | 第33回衆議院議員総選挙 | 1972年12月10日 | 富山県第2区 | 自由民主党 | 64,950  | 23.5   | 2/5                | -            | -                  |
| 当                            | 第34回衆議院議員総選挙 | 1976年12月5日  | 富山県第2区 | 自由民主党 | 87,752  | 36.7   | 1/4                | -            | -                  |
| 当                            | 第35回衆議院議員総選挙 | 1979年10月7日  | 富山県第2区 | 自由民主党 | 73,356  | 26.4   | 2/5                | -            | -                  |
| 当                            | 第36回衆議院議員総選挙 | 1980年6月22日  | 富山県第2区 | 自由民主党 | 84,848  | 29.4   | 1/5                | -            | -                  |
| 当                            | 第37回衆議院議員総選挙 | 1983年12月18日 | 富山県第2区 | 自由民主党 | 71,849  | 27.1   | 1/5                | -            | -                  |
| 当                            | 第38回衆議院議員総選挙 | 1986年7月6日   | 富山県第2区 | 自由民主党 | 75,711  | 24.8   | 1/7                | -            | -                  |
| 当                            | 第39回衆議院議員総選挙 | 1990年2月18日  | 富山県第2区 | 自由民主党 | 82,092  | 26.6   | 1/5                | -            | -                  |
| 当                            | 第40回衆議院議員総選挙 | 1993年7月18日  | 富山県第2区 | 自由民主党 | 96,567  | 32.2   | 1/5                | -            | -                  |
| 当                            | 第41回衆議院議員総選挙 | 1996年10月20日 | 富山県第3区 | 自由民主党 | 182,185 | 79.9   | 1/3                | -            | -                  |
| 当                            | 第42回衆議院議員総選挙 | 2000年6月25日  | 富山県第3区 | 自由民主党 | 150,200 | 58.5   | 1/4                | -            | -                  |
| 当                            | 第43回衆議院議員総選挙 | 2003年11月9日  | 富山県第3区 | 自由民主党 | 159,316 | 69.7   | 1/3                | -            | -                  |
| 当                            | 第44回衆議院議員総選挙 | 2005年9月11日  | 富山県第3区 | 国民新党   | 120,083 | 41.3   | 1/5                | -            | -                  |
| 落                            | 第45回衆議院議員総選挙 | 2009年8月30日  | -           | 国民新党   |         |        | -                  | 比例北陸信越 | 第一位             |
| 当選回数13回 （衆議院議員13） |                        |                |             |            |         |        |                    |              |                    |